# Angie Craig

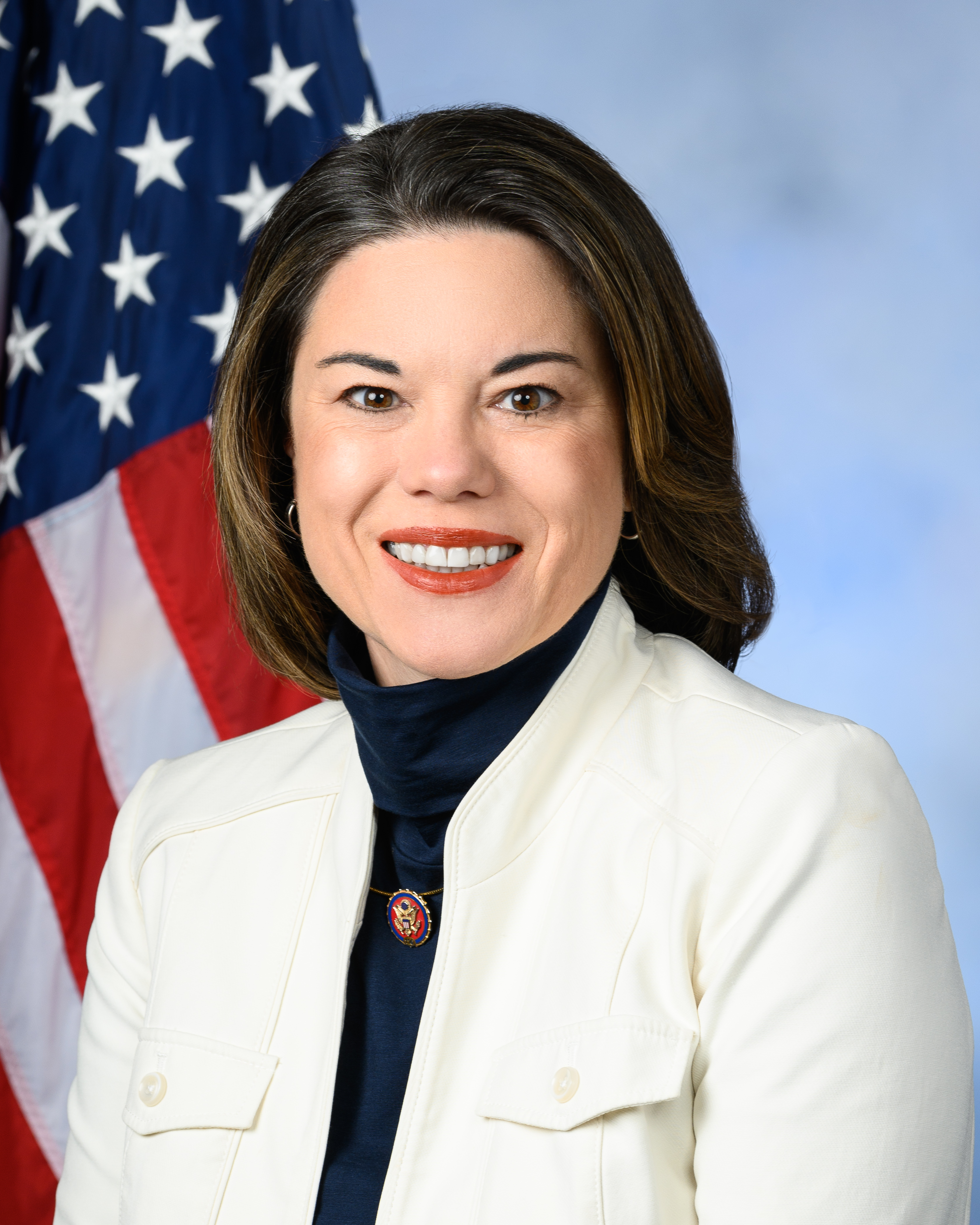
Angie Craig (2020)

Angela „Angie“ Dawn Craig (* 14. Februar 1972 in West Helena, Phillips County, Arkansas) ist eine US-amerikanische Politikerin der Demokratischen Partei. Seit Januar 2019 vertritt sie den zweiten Distrikt des US-Bundesstaats Minnesota im Repräsentantenhaus der Vereinigten Staaten.

## Leben
Craig besuchte die Nettleton High School in Jonesboro (Arkansas). Sie studierte an der University of Memphis Medienwesen, worin sie 1994 einen Bachelor of Arts erwarb. Für ihr Studium musste sie zeitweise zwei Jobs nachgehen. Von 2005 bis 2017 war Craig für das Unternehmen St. Jude Medical tätig.
Sie lebt zusammen mit ihrer Frau Cheryl Greene in Prior Lake. Das Paar hat vier Söhne.

## Politik
Craig bewarb sich bei der Wahl zum Repräsentantenhaus der Vereinigten Staaten 2018 als einzige Demokratin für den zweiten Kongresswahlbezirk des US-Bundesstaats Minnesota. Die Vorwahl gewann sie als einzige Kandidatin. Am 6. November traf sie auf den Vertreter der Republikanischen Partei Jason Lewis. Sie konnte sich mit 52,7 % der Stimmen durchsetzen und wurde am 3. Januar 2019 im Repräsentantenhaus der Vereinigten Staaten vereidigt.
Im Jahr 2020 war Craig wiederum einzige Bewerberin, weshalb die Demokratische Vorwahl abgesagt und sie erneut zur Kandidatin bestimmt wurde. In der Hauptwahl setzte sie sich mit nur 48,2 % gegen den Republikaner Tyler Kistner durch, der 45,9 % erhielt, sowie gegen Adam Weeks, der für die Legal Marijuana Now Party kandidierte.
Die Primary (Vorwahl) ihrer Partei für die Wahlen 2022 wurden erneut abgesagt und sie zur Kandidatin bestimmt. Dadurch trat sie am 8. November 2022 erneut gegen Tyler Kistner von der Republikanischen Partei und Paula Overby von der Legal Marijuana Now Party an. Sie konnte ihre beiden Kontrahenten mit 50,9 % besiegen und war damit in ihrer dritten Legislaturperiode im Repräsentantenhaus des 118. Kongresses vertreten.
Bei der Vorwahl für die Kongresswahlen 2024 wurde Craig mit 91 Prozent der Stimmen zur demokratischen Kandidatin für ihren Wahlbezirk gewählt. Bei der eigentlichen Wahl im November, siegte sie mit 55,6 Prozent der Stimmen gegen Joe Teirab von der Republikanischen Partei, welcher 42,1 Prozent der Stimmen erhielt. Ihre aktuelle Amtszeit im Repräsentantenhaus des 119. Kongresses läuft bis zum 3. Januar 2027.
Ende April 2025 kündigte sie an, zur Wahl zum Repräsentantenhaus 2026 nicht anzutreten, sondern sich bei der Senatswahl 2026 um die Nachfolge von Senatorin Tina Smith zu bewerben.

### Ausschüsse
Craig ist aktuell Mitglied in folgenden Ausschüssen des Repräsentantenhauses:
- Committee on Agriculture
  - Commodity Exchanges, Energy and Credit
  - General Farm Commodities and Risk Management
- Committee on Energy and Commerce
  - Communications and Technology
  - Health

Sie ist außerdem Mitglied in der New Democrat Coalition sowie in zwei weiteren Caucuses.